# Simulium nemuroense
Simulium nemuroense är en tvåvingeart som beskrevs av Takaoka och Saito 2002. Simulium nemuroense ingår i släktet Simulium och familjen knott. Inga underarter finns listade i Catalogue of Life.